# Катастрофа на „Бристъл Британия“ на „Глоб Еър“ в Никозия през 1967 г.
На 20 април 1967 г. пътнически самолет „Бристъл Британия 313“ на „Глоб Еър“ изпълнява международен чартърен полет от международното летище „Дон Муанг“, Банкок, Тайланд, до международното летище „Базел“, Базел, Швейцария, с планирани междинни кацания в Коломбо (Шри Ланка), Бомбай (Индия) и Кайро (Египет). На път за Кайро поради лошото време екипажът отклонява самолета за Никозия, Кипър, и след трети опит за кацане в силна гръмотевична буря машината се разбива близо до село Лакатамия и избухва в пламъци. Загиват 126 от общо 130 пътници и екипаж на борда.
Установено е, че по време на катастрофата и двамата пилоти надвишават разрешеното си дежурство с три часа, освен това първият офицер има по-малко от 50 часа полетно време със самолет „Бристъл Британия“. В инцидента оцеляват двама пътници от Германия и двама от Швейцария, трима от тях са сериозно ранени и са лекувани в полева болница на ООН близо до Никозия, четвъртият остава невредим. Катастрофата довежда до фалита на авиокомпанията. Това произшествие е най-смъртоносният авиационен инцидент в Кипър.